# Xã Belmont, Quận Traill, Bắc Dakota
Xã Belmont (tiếng Anh: Belmont Township) là một xã thuộc quận Traill, tiểu bang Bắc Dakota, Hoa Kỳ. Năm 2010, dân số của xã này là 76 người.